# Parents Preference Test (PPT)
 For alternative betydninger, se Ppt.
Parents Preference Test (PPT) (Westh 2003a, 2003b) er en type forældrestil, der blev beskrevet i 2003. Formålet er at kortlægge forældres forestilling om deres forældreskab, afdækket via forældrestilsdimensioner. Testen er billedbaseret og multiple choice-orienteret, og består af 24 dele, som hver består af et stort "tema-billede" (hvor testpersonen har mulighed for at konstatere, om dette handler om eksempelvis en skovtur eller en madlavningssituation), samt fire små "valg-billeder", hvoraf testpersonen skal vælge det billede, der bedst repræsenterer den adfærd, vedkommende ville udvise i en tilsvarende situation – og verbalt begrunde sit valg. Testpersonens valg danner grundlag for beregninger i forhold til PPTs fire dimensioner: Energi, Opmærksomhed, Indlevelse og Regulering.
- "Energi" beskrives her som det kontinuum, hvor man i den ene ende er aktiv, i den anden afventende i forhold til barnet: er det far, der foreslår en gang fodbold (aktivt), eller venter han på sønnekes opfordring, som han så glad går med på (passivt – i positivt lys)?
- "Opmærksomhed"s-kontinuet handler om dennes fokus: er man mest opmærksom på barnet eller på sig selv?
- "Indlevelse", som i PPT varierer mellem at være tanke- og følelsesorienteret
- "Regulering", som søger at afdække, hvorvidt ens opdragelsestiltag primært baserer sig på fasttømrede regler eller på situationen.

Ud fra disse fire vinkler genereres en forældrestilsprofil, som så sammen med observationer, grundig analyse af de begrundede udsagn og andre tests danner grundlag for de videre samtaler med forældrene samt senere gerne også netværket om, hvordan hver enkelt forholder sig mest hensigtsmæssigt (Westh, 2004; Stewart-Ferrer, 2006b).
Teoretisk er de fire dimensioner baseret på Theodore Millons dimensionelle personlighedsmodel – dog er Pleasure-Pain-aksen erstattet af Regulerings-aksen, idet et kardinalpunkt i forældreskab netop er, at forældrene ikke navigerer ud fra en simpel vurdering af behag/ubehag, men ud fra en primær hensyntagen til barnets behov og lyst, afstemt i forhold til omgivelsernes behov og lyst (Stewart-Ferrer, 2006a).
Der er foregået en del aftestning for at sikre dels inter-respondent-reliabilitet, dels konstruktvaliditet (målt via log-lineær Rasch-analyse) (Westh, 2006). Testen og den efterfølgende forskning stammer fra en dansk psykologgruppe.